# جانی بونو
جانی بونو (تلفظ ایتالیایی: [ˈdʒani ˈbuɲo]؛ زادهٔ ۱۴ فوریهٔ ۱۹۶۴) رکابزن حرفه‌ای سابق ایتالیایی است که در رشتهٔ دوچرخه‌سواری جاده فعالیت می‌کرد. بونو رکابزنی چندکاره بود و در انواع مختلف مسابقه توانمند بود. در سال ۱۹۹۰ در چند مرحله از تور دو فرانس و نیز در مسابقهٔ کلاسیک میلان–سانرمو به پیروزی رسید. در سال ۱۹۹۱ برندهٔ کلاسیک سن سباستین شد و در سال ۱۹۹۴ تور فلاندر را فتح کرد. بزرگترین موفقیت بونو، دو قهرمانی پیاپی در مسابقات قهرمانی جهان بود. در سال ۱۹۹۱ استیون روکس هلندی و میگل ایندوراین اسپانیایی را شکست داد و در سال ۱۹۹۲ جلوتر از لوران ژالابر فرانسوی و دمیتری کونیشف روس به قهرمانی رسید. عملکرد بونو در گرند تورها در سایهٔ میگل ایندوراین قرار داشت. قهرمانی بونو در جیرو دیتالیای ۱۹۹۰ یکی از قاطعانه‌ترین عملکردها در آن مسابقه دانسته می‌شود. بونو از ابتدا تا انتهای جیرو رهبری را در دست داشت. در تور دو فرانس در سال ۱۹۹۱ پشت سر ایندوراین دوم شد و در سال ۱۹۹۲ پس از ایندوراین و کلودیو کاپوچی بر سکوی سوم ایستاد.

## فعالیت حرفه‌ای

### آغاز فعالیت
بونو در بروگ سوئیس زاده شد و در ۱۴ سالگی دوچرخه‌سواری را آغاز کرد. او توانست در دوران فعالیت آماتور خود، ۶ قهرمانی در مسابقات دوچرخه‌سواری جاده و پیست در ایتالیا به دست آورد. همچنین در سال ۱۹۸۲ در مسابقات قهرمانی دوچرخه‌سواری جاده جهان در ردهٔ جوانان رتبهٔ چهارم را کسب کرد. پس از المپیک ۱۹۸۴ حرفه‌ای شد و در سال ۱۹۸۵ به تیم آتالا پیوست. در سال ۱۹۸۶ برای نخستین بار در جیرو دیتالیا شرکت کرد و رتبهٔ دوم رده‌بندی کوهستان را به دست آورد. در سال ۱۹۸۷ برندهٔ مرحلهٔ سوم تور ترنتینو شد. در جیرو نیز شرکت کرد؛ ولی وادار به کناره‌گیری شد.
در سال ۱۹۸۸ بونو به تیم شاتو دو پیوست و برای نخستین بار، در تور دو فرانس رکاب زد. او توانست نخستین پیروزی خود در گرند تورها را در مرحلهٔ هجدهم تور به دست آورد. همچنین نمایش خوبی در تایم تریل‌ها داشت و رتبهٔ هشتم پرولوگ و رتبهٔ ششم تایم تریل انفرادی مرحلهٔ ششم را کسب کرد. هرچند در پایان تور در جایگاه ۶۲ ایستاد.
در سال ۱۹۸۹، ابتدا در جیرو شرکت کرد. در مرحلهٔ ۲۱ که در مسیری کوهستانی برگزار شد، او توانست فرار کند و به‌تنهایی از خط پایان بگذرد و پیروز شود. در همان سال، در تور حضور یافت و رتبهٔ نهم تایم تریل انفرادی مرحلهٔ پنجم را به دست آورد. سپس در مرحلهٔ دهم، وارد ده نفر برتر شد؛ ولی در مرحلهٔ ۱۵ عقب افتاد و در نهایت، رتبهٔ ۱۱ را به دست آورد.

### قهرمانی جیروی ۱۹۹۰
سال ۱۹۹۰ درخشان‌ترین سال فعالیت بونو بود. چند پیروزی مختلف در آغاز فصل، از جمله قهرمانی در مسابقهٔ سرعتی میلان–سانرمو و تور کوهستانی ترنتینو، نشان از آمادگی مطلوب بونو داشت. او به عنوان رهبر تیم شاتو دو وارد جیرو دیتالیا شد. نخستین مرحله، تایم تریل انفرادی بود و بونو توانست با فاصلهٔ ۳ ثانیه پیروزی و پیراهن صورتی جیرو را به دست آورد. در مرحلهٔ سوم که کوهستانی بود، دوم شد و برتری خود را افزایش داد. سپس در مرحلهٔ کوهستانی هفتم دومین پیروزی مرحله‌ای خود را کسب کرد و برتری خود نسبت به نفر دوم را به بیش از یک دقیقه رساند. در تایم تریل بعدی که مرحلهٔ دهم بود، با اختلاف ۶ ثانیه دوم شد؛ ولی فاصلهٔ خود با نفر دوم که شارلی موته بود را به بیش از ۴ دقیقه افزایش داد. بونو توانست در مراحل کوهستانی در برابر حملات رقیبان دفاع کند و در تایم تریل مرحلهٔ ۱۹ سومین پیروزی خود را با فاصلهٔ بیش از یک دقیقه با نفر دوم به دست آورد و در نهایت، قهرمان جیرو دیتالیا شد. بونو رهبری را در روز اول به دست آورد و آن را تا انتها حفظ کرد. به این ترتیب، پس از کستانته جیراردنگو (۱۹۱۹)، آلفردو بیندا (۱۹۲۷) و ادی مرکس (۱۹۷۳) چهارمین نفری شد که توانسته‌است رهبری جیرو را از آغاز تا پایان حفظ کند. پس از مسابقه، عده‌ای انتقاد کردند که بونو با رقیبان ضعیفی رقابت کرده‌است و تنها موته رقیب جدی برای او بوده‌است.
پس از پیروزی در جیرو، بونو به دنبال پیروزی در تور دو فرانس بود. نخستین موفقیت او، رتبهٔ سوم تایم تریل انفرادی مرحلهٔ ۷ بود. پیروزی بونو در مرحلهٔ ۱۱ در آلپ دوئز باعث شد در رده‌بندی اصلی تا رتبهٔ پنجم صعود کند. در مرحلهٔ ۱۸ نیز پیروز شد؛ ولی در نهایت رتبه‌ای بهتر از هفتم را کسب نکرد.

### سال‌های قهرمانی جهان
در سال ۱۹۹۱ ابتدا برندهٔ مسابقات قهرمانی جادهٔ ایتالیا شد. در جیرو پیروزی در تایم تریل انفرادی مرحلهٔ ۱۰ بونو را به فاصلهٔ ۱ ثانیه‌ای رهبر مسابقه، فرانکو کوچولی رساند؛ ولی در مراحل بعدی زمان زیادی از دست داد و با وجود پیروزی در مرحلهٔ ۱۹ در رتبهٔ چهارم قرار گرفت. پس از جیرو در جایزه بزرگ ایبار قهرمان شد تا آمادگی خود را برای قهرمانی تور دو فرانس نشان دهد. با کسب رتبهٔ پنجم تایم تریل مرحلهٔ هشتم، بونو به جمع ده نفر برتر تور پیوست. سپس در مرحلهٔ ۱۳ سوم شد و به رتبهٔ سوم تور صعود کرد. پیروزی در آلپ دوئز در مرحلهٔ ۱۷ او را به رتبهٔ دوم پشت سر میگل ایندوراین رساند؛ ولی نتوانست فاصلهٔ ۳ دقیقه‌ای خود با ایندوراین را جبران کند و در پایان بر سکوی دوم تور ایستاد. در اوایل ماه اوت، بونو قهرمان مسابقهٔ کلاسیک سن سباستین شد و دو هفته بعد، نخستین قهرمانی خود در مسابقات قهرمانی جادهٔ مردان جهان را جشن گرفت.
در فصل ۱۹۹۲ بونو در جیرو شرکت نکرد تا برای تور دو فرانس آماده شود. نخستین موفقیت بونو در این فصل، پیروزی در مرحلهٔ چهارم تور سوئیس و کسب مقام دوم آن تور بود. در پرولوگ تور دو فرانس در رتبهٔ هشتم قرار گرفت. در مراحل بعدی، بونو زمان زیادی از دست داد و با فاصلهٔ بیش از ۱۰ دقیقه نسبت به ایندوراین، سوم شد. در ماه سپتامبر، دومین قهرمانی خود در مسابقات قهرمانی جهان را به دست آورد. پس از آن برندهٔ تور امیلیا و میلان–تورین شد.

### سال‌های پایانی
پس از سال ۱۹۹۲ بونو نتوانست نتایج پیشین خود را تکرار کند. در سال ۱۹۹۴ برندهٔ تور فلاندر شد و در یک مرحله از جیرو به پیروزی رسید. در سال ۱۹۹۵ قهرمان تور مدیترانه و مسابقات قهرمانی جاده ایتالیا شد. در سال ۱۹۹۶ نیز چند پیروزی مرحله‌ای در تور ترنتینو، جیرو دیتالیا، تور سوئیس و ووئلتا اسپانیا کسب کرد. آخرین پیروزی او نیز در مرحلهٔ ۱۲ ووئلتا اسپانیای ۱۹۹۸ اتفاق افتاد.

## بازنشستگی
بونو پس از فصل ۱۹۹۸ بازنشسته شد و اکنون خلبان بالگرد نجات است. او در تور لمباردی ۲۰۰۷ و تمام جیرو دیتالیای ۲۰۰۸ خلبان بالگرد فیلمبرداری بود. اکنون نیز در جیرو فعالیت می‌کند و خلبان بالگرد تلویزیونی برای شبکهٔ رای است. بونو در سال ۲۰۱۰ برای شورای محلی لمباردی نامزد شد، ولی رأی نیاورد.
بونو رئیس اتحادیهٔ دوچرخه‌سواران حرفه‌ای است. در نوامبر ۲۰۱۲ در پی رسوایی دوپینگ لانس آرمسترانگ، درخواست کرد که یک مؤسسه ضد دوپینگ مستقل بنیان‌گذاری شود. بونو اظهار داشت که اتحادیه جهانی دوچرخه‌سواری نمی‌تواند برای اجرای قوانین، قابل اعتماد باشد.

## نتایج در گرند تورها و مسابقات قهرمانی جهان
| گرند تور             | ۱۹۸۶ | ۱۹۸۷   | ۱۹۸۸   | ۱۹۸۹ | ۱۹۹۰ | ۱۹۹۱ | ۱۹۹۲ | ۱۹۹۳ | ۱۹۹۴   | ۱۹۹۵ | ۱۹۹۶ | ۱۹۹۷ | ۱۹۹۸ |
| -------------------- | ---- | ------ | ------ | ---- | ---- | ---- | ---- | ---- | ------ | ---- | ---- | ---- | ---- |
| جیرو دیتالیا         | ۴۱   | ناتمام | ناتمام | ۲۳   | ۱    | ۴    | —    | ۱۸   | ۸      | —    | ۲۹   | ۷۵   | ۵۰   |
| تور دو فرانس         | —    | —      | ۶۲     | ۱۱   | ۷    | ۲    | ۳    | ۲۰   | ناتمام | ۵۳   | —    | —    | —    |
| ووئلتا اسپانیا       | —    | —      | —      | —    | —    | —    | —    | —    | —      | —    | ۵۶   | ۹۵   | ۸۴   |
| مسابقات قهرمانی جهان | —    | ۶۲     | —      | ۱۰   | ۳    | ۱    | ۱    | —    | —      | —    | ۱۲   | ۵۶   | ۵۳   |